# Hescamps
Hescamps és un municipi francès situat al departament del Somme i a la regió dels Alts de França. L'any 2007 tenia 470 habitants.

## Demografia

### Població

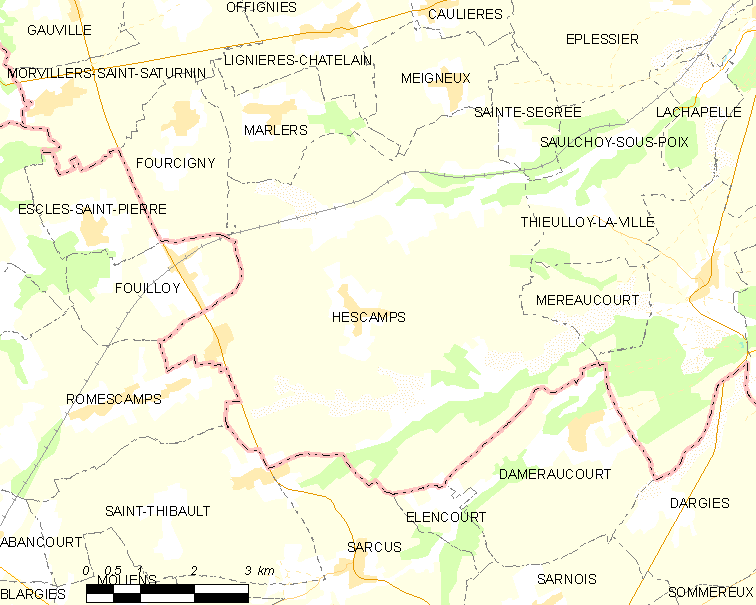

El 2007 la població de fet de Hescamps era de 470 persones. Hi havia 196 famílies de les quals 56 eren unipersonals (20 homes vivint sols i 36 dones vivint soles), 72 parelles sense fills, 60 parelles amb fills i 8 famílies monoparentals amb fills.
La població ha evolucionat segons el següent gràfic:
Habitants censats

### Habitatges

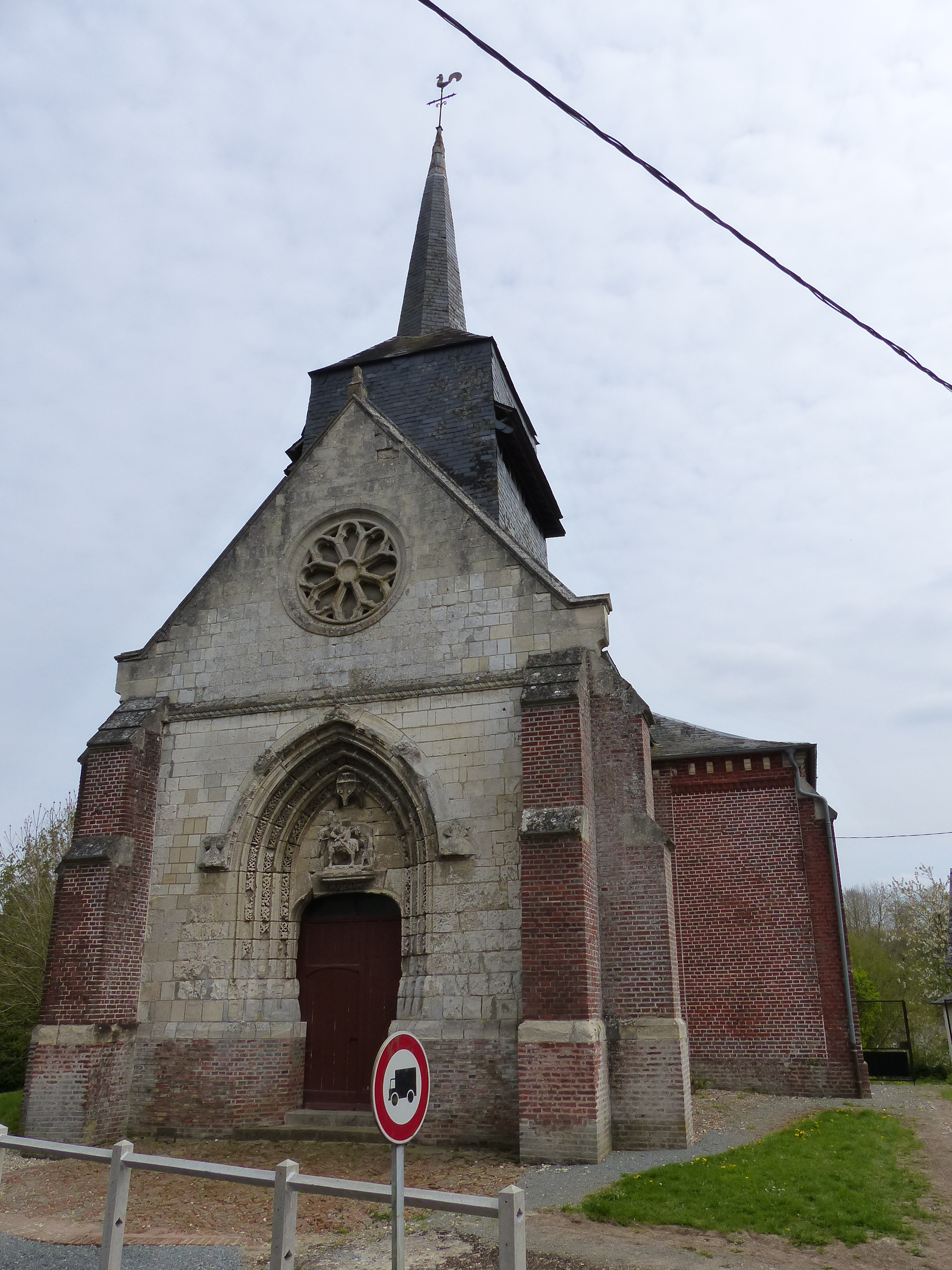

El 2007 hi havia 272 habitatges, 198 eren l'habitatge principal de la família, 56 eren segones residències i 18 estaven desocupats. 269 eren cases i 1 era un apartament. Dels 198 habitatges principals, 178 estaven ocupats pels seus propietaris, 12 estaven llogats i ocupats pels llogaters i 8 estaven cedits a títol gratuït; 4 tenien dues cambres, 27 en tenien tres, 56 en tenien quatre i 111 en tenien cinc o més. 116 habitatges disposaven pel capbaix d'una plaça de pàrquing. A 83 habitatges hi havia un automòbil i a 91 n'hi havia dos o més.

### Piràmide de població

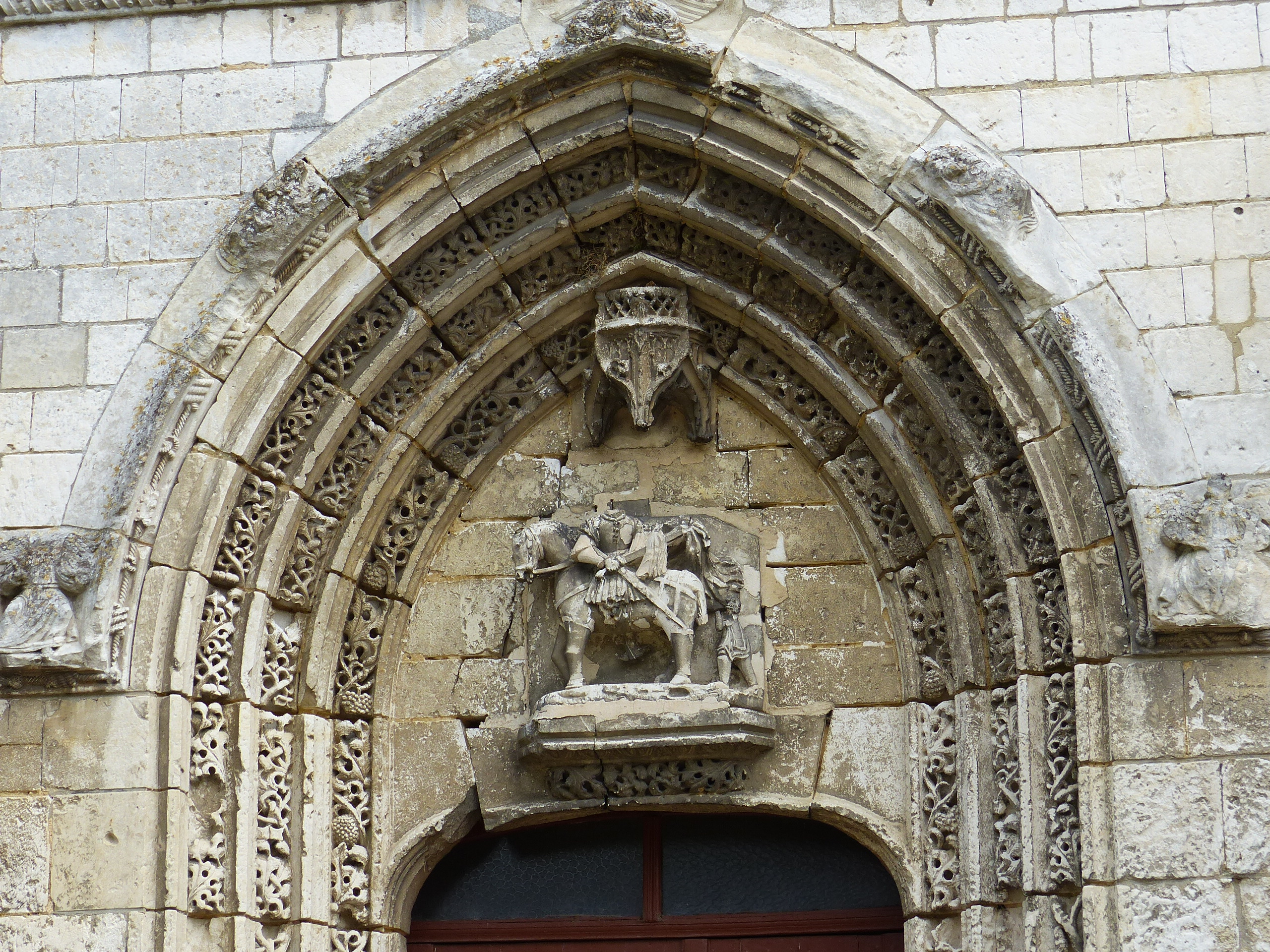

La piràmide de població per edats i sexe el 2009 era:
| Homes | Edats   | Dones |
| ----- | ------- | ----- |
| 0     | 95 o +  | 0     |
| 0     | 90 a 94 | 0     |
| 0     | 85 a 89 | 8     |
| 4     | 80 a 84 | 0     |
| 16    | 75 a 79 | 20    |
| 8     | 70 a 74 | 12    |
| 28    | 65 a 69 | 24    |
| 4     | 60 a 64 | 16    |
| 12    | 55 a 59 | 0     |
| 32    | 50 a 54 | 0     |
| 16    | 45 a 49 | 24    |
| 16    | 40 a 44 | 36    |
| 12    | 35 a 39 | 4     |
| 12    | 30 a 34 | 8     |
| 12    | 25 a 29 | 16    |
| 24    | 20 a 24 | 16    |
| 8     | 15 a 19 | 12    |
| 12    | 10 a 14 | 12    |
| 8     | 5 a 9   | 8     |
| 8     | 0 a 4   | 12    |

## Economia

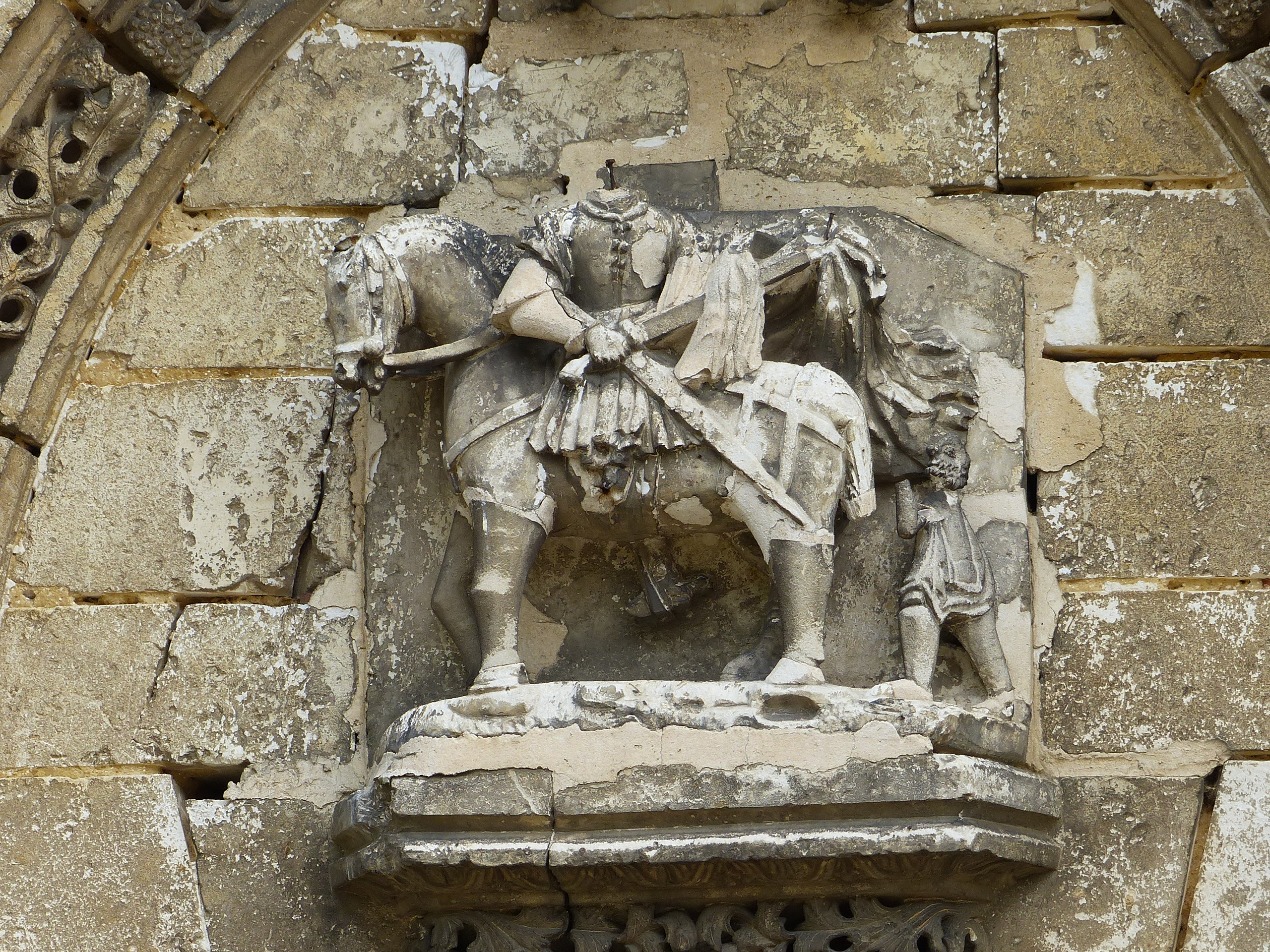

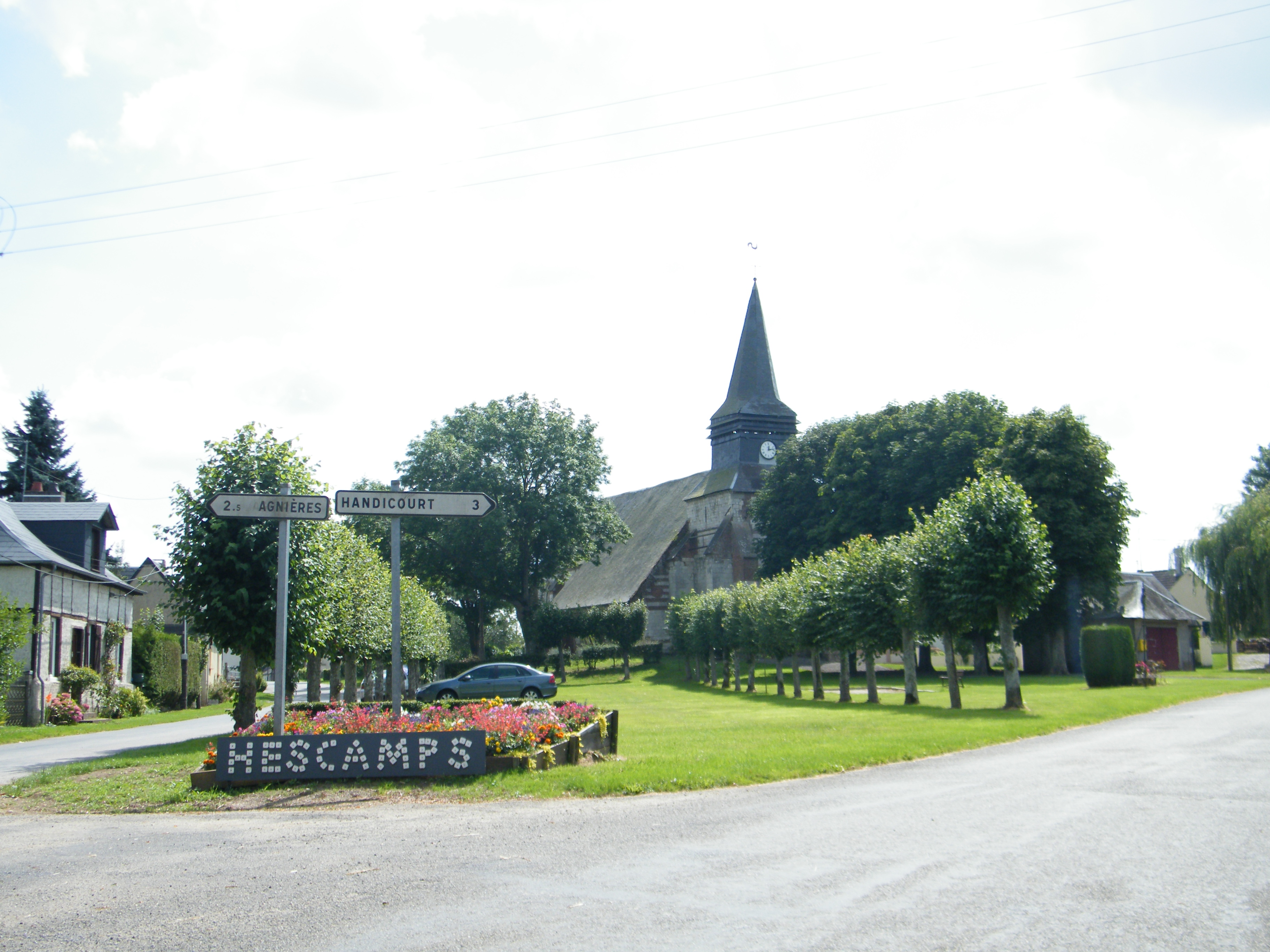

El 2007 la població en edat de treballar era de 276 persones, 203 eren actives i 73 eren inactives. De les 203 persones actives 182 estaven ocupades (104 homes i 78 dones) i 21 estaven aturades (12 homes i 9 dones). De les 73 persones inactives 26 estaven jubilades, 17 estaven estudiant i 30 estaven classificades com a «altres inactius».

### Ingressos
El 2009 a Hescamps hi havia 217 unitats fiscals que integraven 532 persones, la mediana anual d'ingressos fiscals per persona era de 16.888 €.

### Activitats econòmiques
Dels 13 establiments que hi havia el 2007, 3 eren d'empreses extractives, 1 d'una empresa de fabricació d'altres productes industrials, 2 d'empreses de construcció, 3 d'empreses de comerç i reparació d'automòbils, 1 d'una empresa d'informació i comunicació, 1 d'una empresa de serveis, 1 d'una entitat de l'administració pública i 1 d'una empresa classificada com a «altres activitats de serveis».
Dels 2 establiments de servei als particulars que hi havia el 2009, 1 era un taller de reparació d'automòbils i de material agrícola i 1 lampisteria.

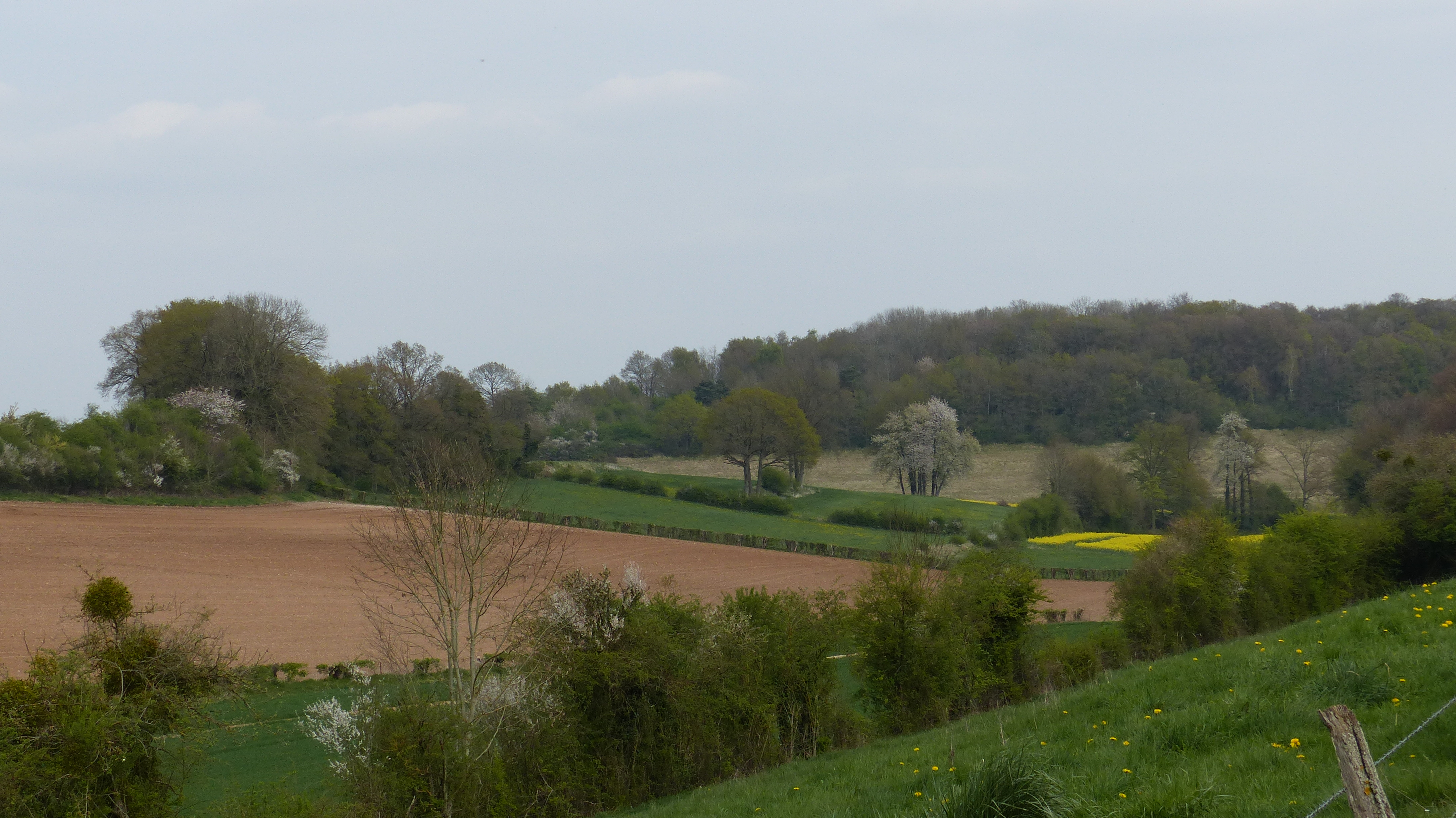

L'any 2000 a Hescamps hi havia 30 explotacions agrícoles que ocupaven un total de 1.710 hectàrees.

## Equipaments sanitaris i escolars

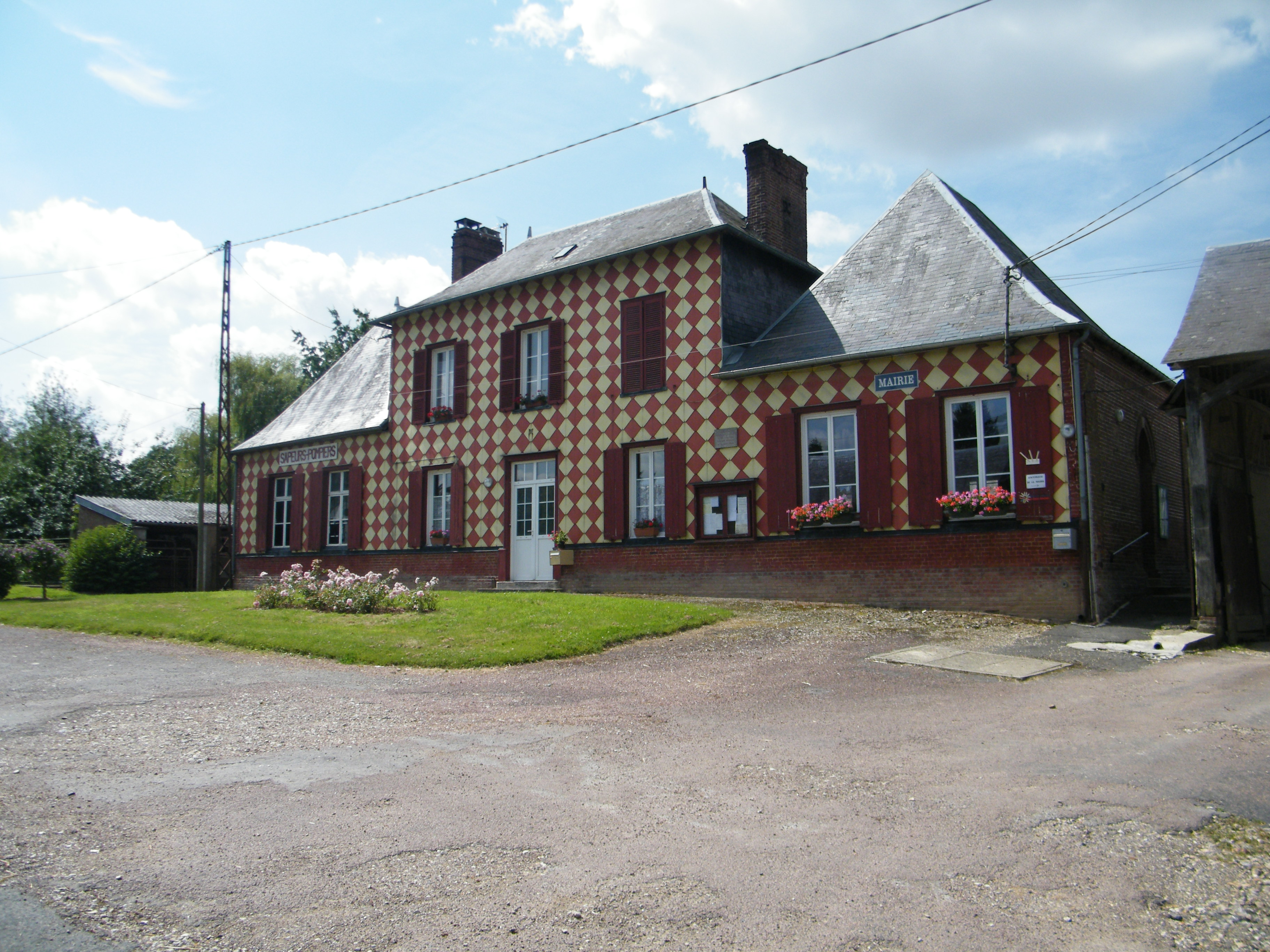

El 2009 hi havia una escola elemental.

## Poblacions més properes

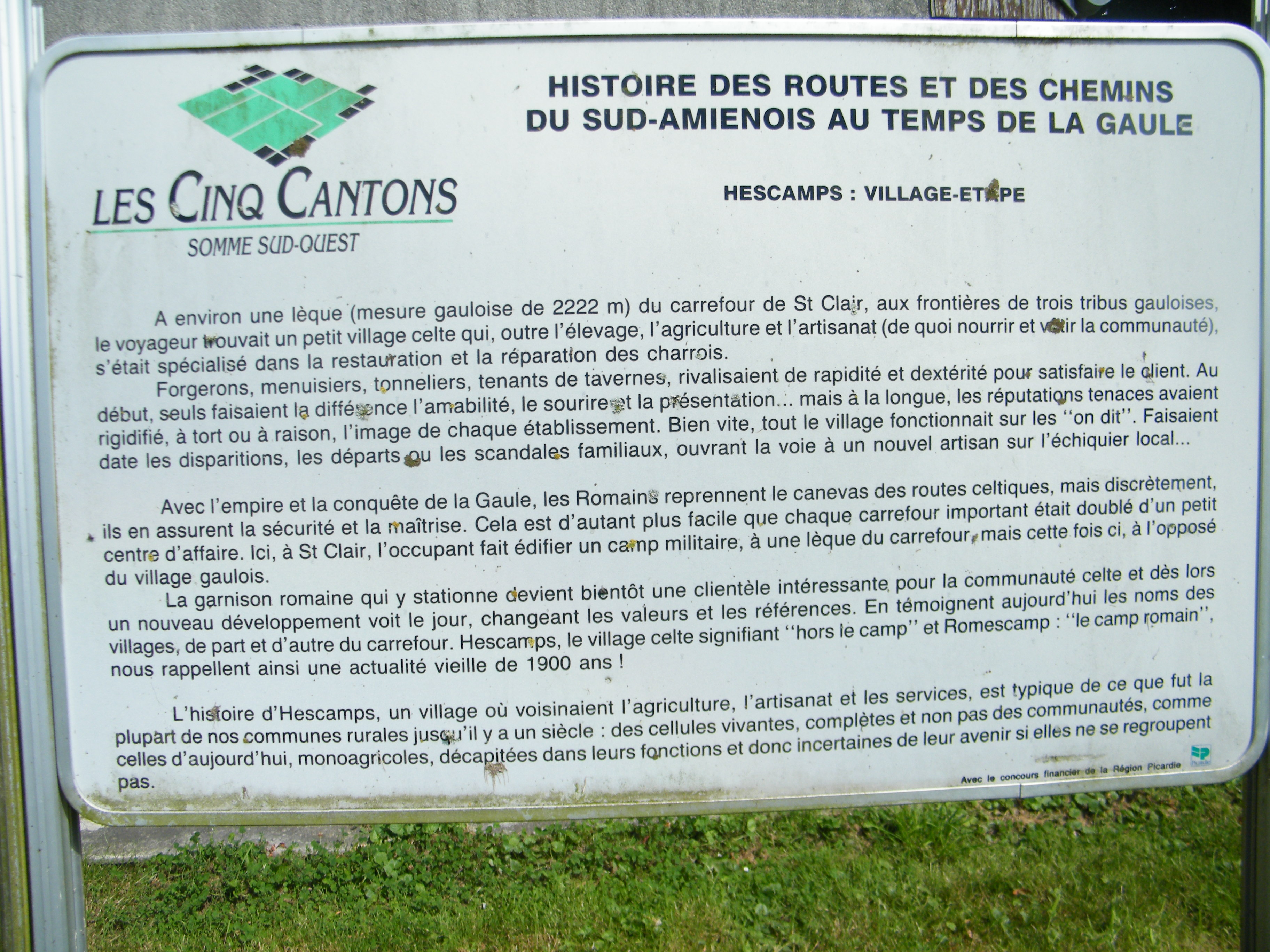

El següent diagrama mostra les poblacions més properes.